# 日向薫
日向 薫（ひゅうが かおる、1957年4月30日 - ）は、日本の女優である。
本名、白根 陽子（しらね ようこ）。もと宝塚歌劇団星組のトップスターだった。
東京都港区六本木出身。劇団ひまわり所属。出身校東洋英和女学院高等部から宝塚音楽学校へ入学。公称身長175センチ。血液型B型。
宝塚歌劇団時代の愛称はネッシー（姓から「ネシラ」とよばれていたが、先輩や同期に大柄な体をもじってネッシーのほうが定着したと日向はいう）。

## 来歴・人物
実家は旧華族(旧勲功男爵家）という家柄で家族に両親と姉がひとりいた（宝塚時代本人談話より）。東洋英和高等部卒業をまたず長身を生かせるからと宝塚音楽学校を受験し合格。
1976年、62期生として宝塚歌劇団に入団。『ベルサイユのばらIII』で初舞台。同期生に朱穂芽美（音花ゆり・相武紗季の母）、夏美よう、飛鳥裕、伊吹あい達がいる。入団時の成績は48人中18位。
1977年5月17日 には月組に配属となっていたが後の1979年3月に星組に組替。
峰さを理トップ時代は2期下の紫苑ゆうとともに二番手の男役スターとして人気を集めた。
1987年12月、峰の退団に伴い星組トップスターに就任。翌1988年、『炎のボレロ/Too Hot!』がお披露目となった。相手役は1988年は南風まい(同年年末退団)、1989年から1992年は毬藻えりがつとめた。
1992年3月31日、『紫禁城の落日』東京宝塚劇場公演千秋楽を最後に毬藻らとともに退団。
退団後は女優業のほか、外国旅行のプロデュースなど多方面で活動している。

## 宝塚歌劇団時代の主な舞台

### 初舞台・月組時代
- 『ベルサイユのばらIII』（1976年4月）（初舞台）
  - 『わが愛しのマリアンヌ』、『ボーイ・ミーツ・ガール』(1977年9月30日 - 11月8日)（宝塚大劇場）
- 『隼別王子の反乱』（1978年9月）（新人公演） - 隼人（本役:条はるき）

### 星組時代
- 『恋の冒険者たち』（1980年4月）（新人公演） - オーシーノー（本役:峰さを理）
- 『虹の橋』（1980年6月）（バウホール公演） - テルムート伯爵
- 『響け!わが歌』（1980年8月）（新人公演） - 小四郎（本役:瀬戸内美八）
- 『アトナール』（1980年10月）（バウホール公演） - プーラルド
- 『小さな花がひらいた』（1981年2月-3月） - 伝次（新人公演） - くろ（本役:峰さを理）
- 『海鳴りにもののふの詩が』（1981年8月-9月） - 丹野久次（新人公演） - 支倉常長（本役:瀬戸内美八）
- 『暁のロンバルディア』（1981年9月-10月）（バウホール公演） - ガルシア
- 『ミル星人パピーの冒険 -ふしぎなペンダント-』（1982年1月-2月） - ラクロ（新人公演） - パピー
- 『忘れじの歌』（1982年2月-3月）（バウホール公演） - ブランド
- 『エーゲ海のブルース/ザ・ストーム』（1982年6月-8月）

『エーゲ海のブルース』 - ミッシェル。（新人公演） - 主役
『ザ・ストーム』 - マダム・バーバラLL,ほか
- 第2回東南アジア公演（1982年12月）
- 『オルフェウスの窓』（1983年4月）（東京宝塚劇場公演）（新人公演） - イザーク
- 『オルフェウスの窓』（1983年6月-8月） - ロベール。（新人公演） - クラウス
- 『ロンリーハート』（1983年8月-9月）（バウホール公演） - マイケル
- 『アルジェの男』（1983年11月）（東京宝塚劇場公演） - セルジュ
- 『祝いまんだら』（1984年1月-2月） - ドラネコニャン子,ほか
- 『ラプソディ・イン・ブルー』（1984年2月-3月）（バウホール公演） - リチャード・D・ウェイド
- 『我が愛は山の彼方に/ラブ・エキスプレス』（1984年6月-8月）

『我が愛は山の彼方に』 - ブルテ国王
『ラブ・エキスプレス』 - エキスプレスター男,ほか
- 『回転木馬』（1984年9月） - ジガー・クレイギン
- 『哀しみのコルドバ/ルミエール』（1985年2月-3月）

『哀しみのコルドバ』 - ピセント・ロベス
『ルミエール』 - プペットの歌手,ほか
- 『オール・フォー・ラブ』（1985年4月-5月）（バウホール公演） - アルバート・スミス
- 『西海に花散れど/ザ・レヴューIII』（1985年8月-9月）

『西海に花散れど』 - 平有盛
『ザ・レヴューIII』 - 歌う紳士,ほか
- 『我が愛は山の彼方に』（1985年10月-11月）（地方公演） - チャムガ
- 『レヴュー交響楽』（1986年3月-5月） - ボビー・コーネリー,ほか
- 『華麗なるファンタジア』（1986年9月-11月） - マクシミリアン男爵
- 『紫子』（1987年1月-2月） - 風吹
- 『別離の肖像』（1987年6月-8月） - レンナルド・ベルグナン,ほか

### 星組トップ時代
- 『ハッピー・ドリーミング』（1988年1月）（バウホール公演） - 青年
- 『炎のボレロ/TOO HOT!』（1988年2月-3月）

『炎のボレロ』 - アルベルト・カザルス
- 『戦争と平和』（1988年8月-9月） - アンドレイ・ボルコンスキー公爵
- 『春の踊り―恋の花歌舞伎―/ディガ・ディガ・ドゥ』（1989年3月-5月）

『春の踊り―恋の花歌舞伎―』 - 若殿,ほか
『ディガ・ディガ・ドゥ』 - ロッドランス
- 『ベルサイユのばら―フェルゼンとマリー・アントワネット編―』（1989年9月-11月） - フェルゼン
- 『シチリアの風』（1989年12月-1990年1月）（バウホール公演） - ゴンザーレス
- 『メイフラワー/宝塚レビュー'90』（1990年5月-6月）

『メイフラワー』 - ジャック・エバンス
『宝塚レビュー'90』 - エジプトの王,ほか
- 『アポロンの迷宮/ジーザス・ディアマンテ〜夢の王の夢〜』（1990年11月-12月）

『アポロンの迷宮』 - ジャン＝ポール・バラン
『ジーザス・ディアマンテ〜夢の王の夢〜』 - ジーザス,ほか
- 『パル・ジョーイ』（1991年1月）（バウホール公演） - ジョーイ
- 『ベルサイユのばら―オスカル編―（月組特別出演）』（1991年4月)  - アンドレ
- 『恋人たちの肖像/ナルシス・ノアール』（1991年5月-6月）

『恋人たちの肖像』 - タインブルグ伯爵
『ナルシス・ノアール』 - ナルシス・ノアール
- 『紫禁城の落日』（1991年11月-12月）（退団公演） - 溥儀

## 宝塚歌劇団退団後の主な舞台出演
- ショー『勝手な娘んさあと』パートI〜VI（2000年度文化庁芸術祭賞受賞）
- 『グッバイ・チャーリー』
- 朗読ミュージカル『丘の上の貴婦人／鼓物語』
- 『アーサー家のローズ』
- 『Oh!ミスプレジデント』（1994年、1995年、1996年）
- 『KAORUという名のスタイリッシュコメディ』
- 『リトル・ショップ・オブ・ホラーズ』
- 『楽園伝説』
- 『アニー』
- 『フライド・ライス・パラダイス1997』
- 『グッバイ・ガール』
- 『Dream〜風の夢 砂の夢〜』
- 『ラ・カージュ・オ・フォール』
- 『スクルージ』
- 『サーカス物語』
- 『明日を生きる』
- 『ストレンジャー・フォー・クリスマス』
- 『コルチャック先生』（2000年、2005年）
- 『フォーチュン・クッキー』
- 『クリスマス・キャロル』
- 『MASK OF LOVE』
- 『家なき子』
- 『アンドロマケ』
- 『赤毛のアン』
- 新・ボーダレスショー『Amazing』
- 『蜘蛛の巣』
- 『PEACE MAKER』
- 『君に捧げる歌』（2008年、2009年）
- 『正しい海賊の作り方』
- 『ジョリー・ロジャー』
- 『ロミオとジュリエット』（2009年、2010年）
- 『楽屋』（2010年）
- 『人生はショータイム!』（2010年10月）
- 朗読ミュージカル『山崎陽子の世界』（2010年）
- 『禿の女歌手』（2011年）
- 『コルチャック先生と子どもたち』（2011年、2012年）
- 『森のプリンス』（2012年） (2015) 王妃
- 『スーホの白い馬』（2012年）

### 朗読ミュージカル

#### 氷の女王
- O・ヘンリー原作
- 作・演出：山崎陽子
- 作曲：塩入俊哉
- 上演時間：28分
- 2008年11月名古屋中電ホールにて初演

ストーリー
弁護士ロバート・ウォームズリーは、容姿端麗・頭脳明晰、何もかも非の打ち所のない紳士であった。名家の令嬢アリシアと結婚した彼が、実は小さな村の出身であることは、誰も、そう妻にさえ知られたくない秘密であった。

#### 丘の上の貴婦人
- 作・演出：山崎陽子
- 作曲：篠崎正嗣
- 上演時間：30分／25分／15分／クリスマスヴァージョン等あり
- 一人ミュージカル「丘の上の貴婦人」：上演時間40分
- 1993年10月ヤクルトホールにて一人ミュージカルとして初演。2000年6月「山崎陽子の世界」にて朗読ミュージカルに形を変えて上演。

ストーリー
人々から「丘の上の貴婦人」と呼ばれ親しまれている美しい杉の木が、そこで繰り広げられる様々な人間模様をしみじみと語る。

#### つづみ物語
- 作・演出：山崎陽子
- 作曲：小川寛輿
- 上演時間：約35分
- 1993年10月一人ミュージカルとして初演
- ドイツのフィッセン、フランスのパリ（オランピア劇場）、ディジョン（オペラハウス）にて上演。
- 1997年より朗読ミュージカルとして各地で上演されている。
- 一人ミュージカル『つづみ物語』：上演時間40分

ストーリー
大納言に献上された鼓は、音をたてぬ不吉な鼓として火に投じられることになった。鼓にされた銀狐、白銀を救うために名乗り出た若者は、赤毛の狐、不知火の化身だった。

#### 水たまりの王子
- 作・演出：山崎陽子
- 作曲：塩入俊哉
- 上演時間：40分
- 1988年宝塚バウホール『ハッピードリーミング』で初演
- 1996年勝手な娘んさあとパートIIにて、初めて朗読ミュージカル化
- 2000年7月『山崎陽子の世界』にて再演

ストーリー
一人のヤクザな青年と足の不自由な女の子との物語。原作「水たまりの空」より。

#### 一枚の写真
- 作・演出：山崎陽子
- 上演時間：約17分
- 1997年クリスマスディナーショーにいて初演。以後、各地で上演。

ストーリー
一枚の写真に秘められた祖父の青春。「鈴懸の路」「何日君再来」「夜来香」等の歌にのせて送る祖母と孫娘の物語。

#### 喪服のコニイ
- 原作：O・ヘンリー
- 潤色・演出：山崎陽子
- 作曲：小川寛輿
- 上演時間：約26分
- O・ヘンリーの『伯爵と婚礼の客』を元に脚色された作品で、日向薫が若い男女を演じる。
- 1998年6月にシアター代官山「勝手な娘んさあとパートIV」にて初演。
- 2001年6月「山崎陽子の世界」にてリニューアル再演。

ストーリー
実業家としての将来を嘱望されたアンディ・ドノバンは、仕事一途の青年だったが、憂いに沈む喪服のコニイに出会ってから、彼の心に大きな変化が起った。

#### キャンパスの海
- 作・演出：山崎陽子
- 作曲：中邑由美
- 上演時間：40分
- 1998年9月『山崎陽子の世界』にて初演。

ストーリー
バレリーナと画家の物語。

#### 岸辺の花
- 作・演出：山崎陽子
- 作曲：塩入俊哉
- 芸術祭受賞作品
- 上演時間：約35分
- 中国琵琶奏者・孟仲芳の伴奏で日向薫が歌い、演じる。
- 2000年6月に『山崎陽子の世界」にて初演。紀尾井小ホール、シアター代官山にて再演。

ストーリー
桃の花散る夜の川を下る小船で、死を決意した娘に、その乳母・彩々が語り聞かせる、将軍・光輝と清春の愛の物語。

#### 動物たちのおしゃべり
- 作・演出：山崎陽子
- 作曲：塩入俊哉　芸術祭受賞作品
- 上演時間：20分〜40分
- 1998年6月にシアター代官山「勝手な娘んさあとパートIV」にて初演。同年9月「山崎陽子の世界」にて再演。
- 1999年1月にCD化された。

概要
塩入俊哉の作曲により、日向薫が歌う『動く絵本』と言われる作品。

#### 動物たちのおしゃべり〜名曲にのせて
- 作・演出：山崎陽子
- 編曲：大野恵美
- 上演時間：約15分〜30分
- 2005年10月、日野原重明との共演にて初演。

概要
チェコの童画家ハナアクの画に山崎陽子が詩をつけた『動物たちのおしゃべり』は、様々な作曲家が作曲し、様々な歌い手が歌い、朗読されている。

#### バルコニーにて
- 作・演出：山崎陽子
- 作曲：塩入俊哉
- 芸術祭受賞作品
- 上演時間：約20分／17分
- 2000年10月紀尾井小ホールにて初演

ストーリー
美しい亜麻色の髪の乙女と美青年によるミステリアスコメディ。

#### 月明り
- 作・演出：山崎陽子
- 作曲：小川寛輿
- ピアノ：清水玲子
- 上演時間：約20分
- 老婆を大路三千緒、ナレーションと歌・喜助を日向が演じるという今までの朗読ミュージカルの形とは違う初の試みで、2001年6月『山崎陽子の世界』にて初演。一人で演じるヴァージョンもある。

ストーリー
薬問屋に奉公する喜助は、集金の帰途、道に迷い、見知らぬ山に踏み込んでしまう。ようやく見つけた一軒の家。寒さに震える喜助を招き入れたのは、その家に住むるお乳母だったが…。

#### 杜子春
- 原作：芥川龍之介
- 脚色・演出：山崎陽子
- 作曲：塩入俊哉
- 上演時間：約30分
- 芥川作品を朗読ミュージカル化。2006年10月『山崎暘子の世界VII』にて初演。

ストーリー
夕映えの唐の都、洛陽の西の門に、杜子春という若者が途方にくれて立ちつくしていた。すべてを失い生きる望みも無くした彼は、不思議な老人に声をかけられる。

#### その他の作品
- 『老女優とうさぎ』
- 『パッツイ＆ベッツイ』

## ショー
- 『勝手な娘んさあと』パートI〜VI（平成12年度(2000年)文化庁芸術祭受賞作品）
- 一人ミュージカル『つづみ物語』
- 『日向薫ディナーショー』日向薫クリスマスディナーショー

## ディスコグラフィー
- 『宝塚 青春のアルバムIII 日向薫・紫苑ゆう』LP（1986年）
- 日向薫 Lovely One～ラブリー・ワン(CD) TMPC-130B

他、宝塚歌劇団公演実況アルバムなど多数

## 映像作品
- 日向薫 Here and Now!(ビデオ) TMPV-36B

## 参加作品
- 岩谷時子　シャンソン詩集「ラストダンスは私に」 (CD) FHCF-2024B
- 紫禁城の落日(DVD) TCAD-230A

## 主なテレビ出演
- 『一枚の写真』（1988年、フジテレビ）
- 『ヒントでピント』（1989年頃、テレビ朝日)
- 『私が愛したウルトラセブン』（1993年、NHK） - 冬木直子 役
- 『企業病棟』（1994年、NHK） - 宮崎陽子 役
- おかあさんといっしょファミリーステージ『ようこそ21世紀!』 - 時の女王 役

## 著書
- 『わ・た・し日向薫』（1992年）ISBN 4401614054
- 『宝塚歌劇団スタディーズ』

## 旅行プロデュース
1992年 - 2000年『KAORU HYUGA DREAMING EXPRESS』vol.1〜10（ニューヨーク・香港・ラスベガス・ドイツ・フランス・シンガポール・イタリア・北京・台北・ワイキキ）